# Corretor de bolsa

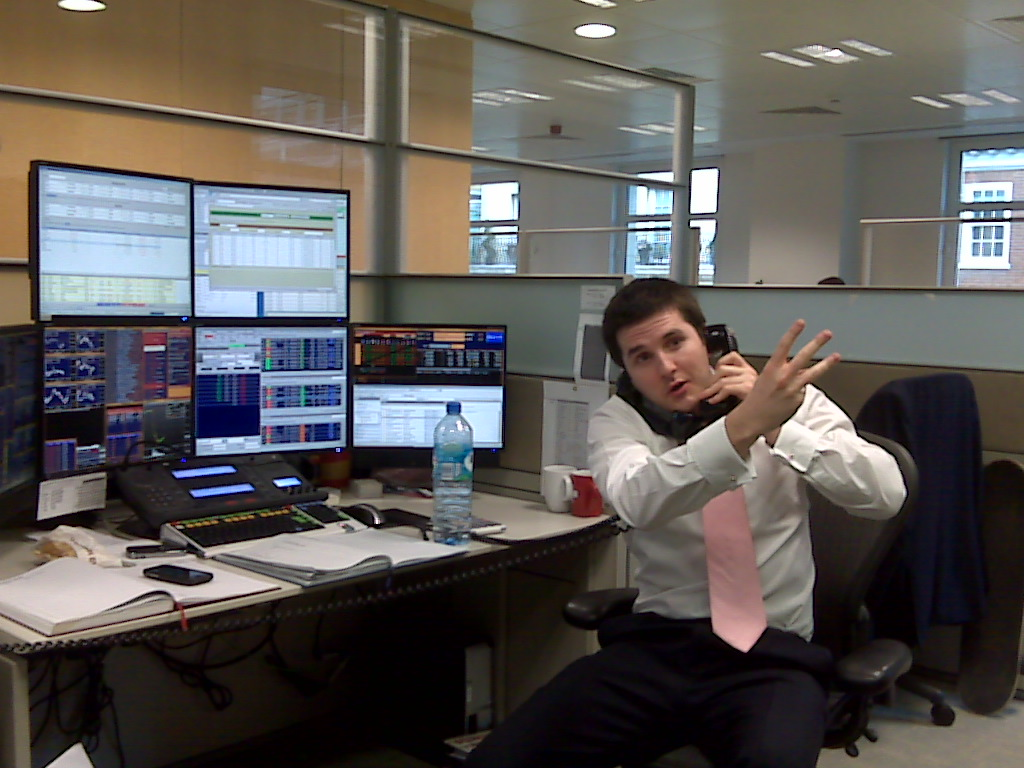
Um corretor de bolsa

Um corretor de bolsa é um indivíduo profissional e regulado, normalmente afiliado a uma sociedade de corretagem ou a uma corretora de valores, que compra e vende ações e outros valores mobiliários para clientes tanto investidores de retalho como institucionais, através de uma Bolsa de valores ou mercado de balcão, e em retorno recebem uma taxa ou remuneração. Os corretores de bolsa detêm várias denominações profissionais, dependendo da licença que têm e exercem, os tipos de mercados que vendem, ou os serviços que disponibilizam.

## Outras designações
Outros títulos profissionais dentro da categoria de corretor de bolsa incluem consultor de investimentos, e consultor financeiro. Um "consultor financeiro" poderá ser, ou não, um corretor de bolsa, uma vez que alguns indivíduos licenciados no exame Série 6 (que estão proibidos de vender ações) auto denominam-se como tal. Um "consultor de investimentos", consultor de investimentos registado, ou representante de consultor de investimentos tem formação e capacidades semelhantes às de um corretor de bolsa, mas têm licenciamentos e supervisão regulamentar diferentes. Muitos indivíduos são detentores das duas licenças, e poderão naturalmente lidar com contas à base de renumerações como um corretor de bolsa e contas à base de taxas como um consultor de investimentos CIR, ou um "RCI", representante de consultor de investimentos.
A Financial Industry Regulatory Authority (FINRA) disponibiliza uma ferramenta online que ajuda a compreender as diferentes designações profissionais.

## Requerimentos

### Canadá
No Canadá, um corretor de bolsa é designado de "Representante Registado" ou de "Consultor de investimentos". Para ser licenciado como Representante Registado, e assim, qualificado para oferecer conselhos a nível de investimento e trocar todas as ferramentas com a exceção dos derivados financeiros, um indivíduo empregado por uma firma-membro IIROC terá de ter completado o Curso de Mercados de Valores Canadiano (CSC), o Manual de Condutas e Práticas (CPH), e o Programa de Formação de Consultor de Investimentos de 90 dias (IATP). Dentro de 30 meses de ter obtido a sua licença, o registado é também obrigado a ir ao encontro do requerimento de proficiência pós-licenciatura passando o curso Gestão de Riquezas Essenciais (WME). Um Representante Registado é também obrigado a completar 30 horas de desenvolvimento profissional (conhecimento do produto) e 12 horas de formação sobre conformidades cada três anos de acordo com o ciclo contínuo educacional estabelecido pelo Investment Industry Regulatory Organization of Canada (IIROC). Para negociar opções e/ou futuros, um Representante Registado tem de passar o Curso de Fundamentos de Derivados Financeiros (DFC) em complemento ao Curso de Opções de Licenciamento (OLC) e/ou o Curso de Futuros de Licenciamento (FLC), ou em alternativa, o Curso de Fundamentos Opções de Licenciamento de Derivados Financeiros (DFOL) para opções.

### Hong Kong
Para se tornar num representante é necessário trabalhar para uma firma licenciada e passar 3 exames para comprovar as competências pessoais. Passar a um quarto exame resulta na obtenção de uma licença "especializada". Todos os exames podem ser realizados no HKSI. No entanto, passar todos os exames não resulta na obtenção imediata da licença, é ainda necessário ser aprovada pela entidade regulamentar financeira.

### Singapura
Em Singapura para se tornar num representante comercial, é necessário passar 4 exames do Instituto de Banca e Finanças. Os 4 exames são os Módulos 1A, 5, 6 e 6A. Após passar os exames, é necessário candidatar-se a uma licença através da Autoridade Monetária de Singapura (MAS) e da Bolsa de Valores de Singapura (SGX).

### Reino Unido
No Reino Unido, os corretores são obrigados a passar o Certificado XII Chartered Institute for Securities & Investment em mercados de valores. Esta classificação é alcançada passando dois exames:
- Unidade 1: FBI Financial regulations ou Unidade 10: Principles of Financial Regulation for MiFID compliant retail trading, e;
- Unidade 2: Mercados de Valores;
- Unidade 3: Derivados financeiros, ou;
- Unidade 4: para tanto Mercados de Valores e Securities and Derivados financeiros.

Passar à Unidade 10 ou à Unidade 52 identifica um indivíduo como tendo alcançado um Estatudo Aprovado FCA.

### Estados Unidos
Embora o termo "corretor de bolsa" ainda esteja em uso, são usados com mais frequência designações como "corretor", "consultor financeiro", "rep. registado" ou simplesmente de "rep.", este último sendo uma abreviação do termo oficial da Financial Industry Regulatory Authority (FINRA) designado por "Representante registado," obtido por passar o Exame de Representante de Mercados de Valores Gerais FINRA (também conhecido como o "exame da Série 7") e ser empregado ("associado com") por uma corretora de valores registada, também designada de sociedade de corretagem ou (no caso de algumas das mais importantes intermediações financeiras entre corretores/operadores) uma "wirehouse", normalmente uma firma-membro da FINRA. Existem outras licenças ou exames de Série da FINRA. Embora alguns indivíduos que possuam algumas destas licenças, tais como as "Série 6", não possam ser chamados corretores de bolsa uma vez que estão proibídos de vender acções nem estão devidamente formados ou licensiados na vasta diversidade de capacidades de um corretor de bolsa de uma Série 7.